# Биргел
Биргел (њем. Birgel) општина је у њемачкој савезној држави Рајна-Палатинат. Једно је од 109 општинских средишта округа Вулканајфел. Према процјени из 2010. у општини је живјело 487 становника. Посједује регионалну шифру (AGS) 7233007.

## Географски и демографски подаци
Биргел се налази у савезној држави Рајна-Палатинат у округу Вулканајфел. Општина се налази на надморској висини од 420 метара. Површина општине износи 6,5 km².

## Становништво
У самом мјесту је, према процјени из 2010. године, живјело 487 становника. Просјечна густина становништва износи 75 становника/km².